# Corrida de São Silvestre de 1938
A Corrida de São Silvestre de 1938 foi a 14ª edição da prova de rua, realizada no dia 31 de dezembro de 1938, no centro da cidade de São Paulo, a largada aconteceu as 23h30m, a prova foi de organização da Cásper Líbero.
O vencedor foi Armando Martins, do Associação Atlética Guarani com o tempo de 23m38s.

## Percurso
Da Avenida Paulista, esquina da Av. Angélica – Monumento do Olavo Bilac até o Clube de Regatas Tietê, com 7.600 metros.
- Participantes: 3.004 atletas
- Chegada: 713 atletas atravessaram a linha de chegada 10 minutos após a passagem do campeão.[3]

## Resultados

#### Masculino
- 1º Armando Martins (Brasil) - 23m38s